# Arrondissement di Trou-du-Nord
L'arrondissement di Trou-du-Nord è un arrondissement di Haiti facente parte del dipartimento del Nord-Est. Il capoluogo è Trou-du-Nord.

## Geografia antropica

### Suddivisioni amministrative
L'arrondissement di Trou-du-Nord comprende 4 comuni:
- Trou-du-Nord
- Caracol
- Sainte-Suzanne
- Terrier-Rouge